# Hôtel à insectes

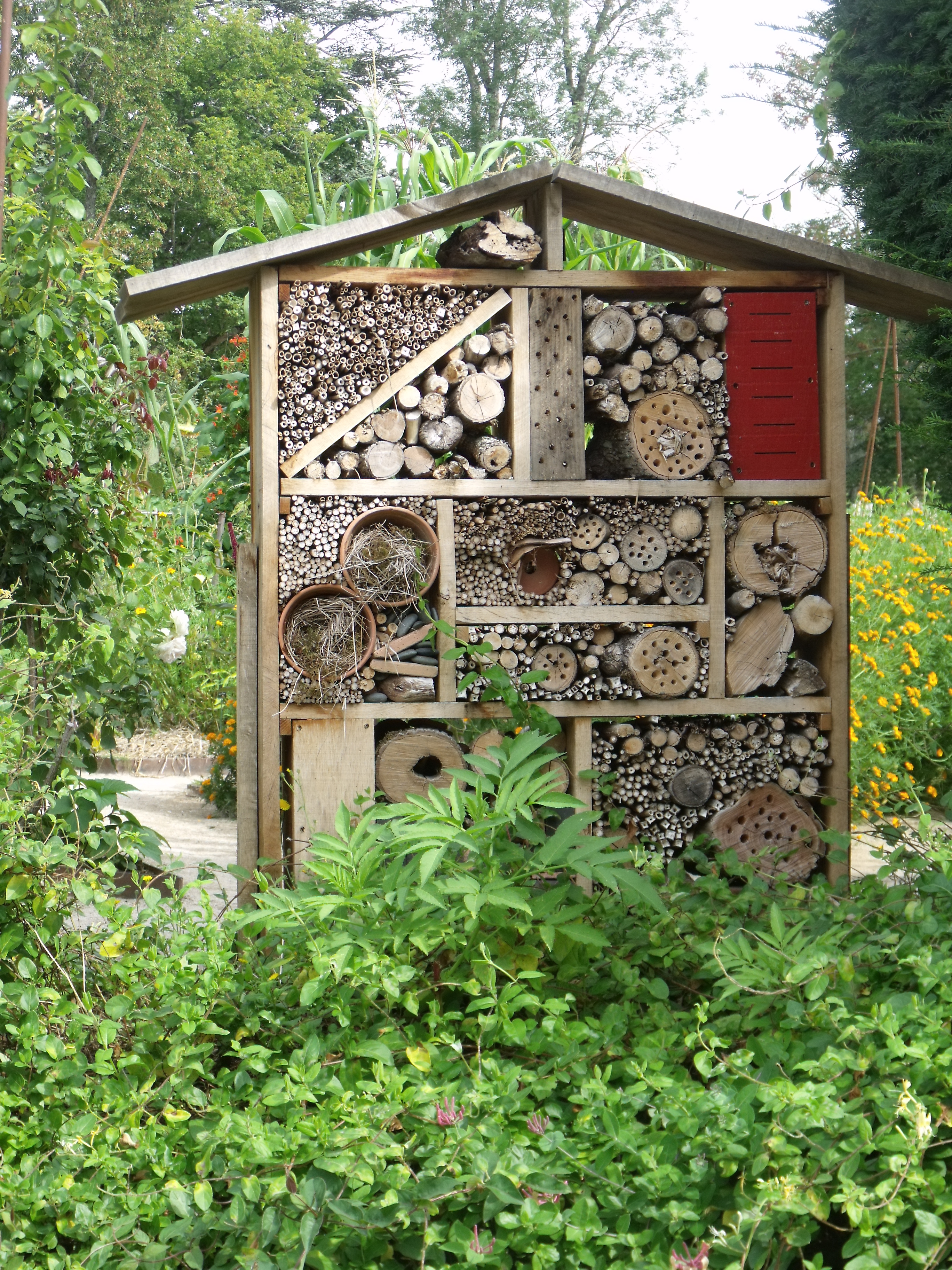
Un hôtel à insectes.

L'hôtel à insectes, appelé aussi nichoir à insectes, est un dispositif qui vise à faciliter la survie d'insectes et d'arachnides, notamment dans des écosystèmes où la pollinisation et la biodiversité sont recherchées, à l'exemple du jardin potager, du verger et de la construction haute qualité environnementale (HQE). Il peut être monospécifique comme pour l'osmiculture ou être destiné à abriter plusieurs espèces. Lorsqu'il n'est destiné qu'aux abeilles maçonnes (osmies), importantes pollinisatrices inoffensives pour l'homme, il est appelé nichoir à abeilles solitaires ou nichoir à osmies. Un autre exemple d'abri monospécifique est la ruche à bourdons.
Si l'intérêt des hôtels à insectes en termes de sensibilisation à la biodiversité est reconnu, l'efficacité en matière de préservation apportée par les grandes structures commune abritant plusieurs espèces est plus controversée et celle-ci pourrait même être davantage propice à la propagation des parasites. Ces constats plaident ainsi plutôt pour la mise en place d'abris plus petits, séparés, dédiés chacun à une seule espèce ou mieux, pour la préservation des abris naturels.

## Modules types
Les dispositifs à prévoir pour attirer les espèces suivantes sont :
- chrysopes : des morceaux de cagettes cassées, brande de bruyère et quelques branchages[1] ou bien une boîte rouge remplie de fibres d'emballage et de paille, avec quelques ouvertures en fente ;
- bourdons : une boîte avec un trou de 1 cm de diamètre et une planchette d'envol[1] ;
- abeilles et guêpes solitaires :
  - abeilles charpentières : rondins de bois percés ,
  - mégachiles : roseaux, bambous, renouées ou autres tiges creuses,
  - osmies : du bois sec avec des trous[1] (il est important que l'intérieur et l'entrée soient lisses (sans échardes proéminentes) car elles peuvent déchirer les ailes),
  - autres (anthophores…) : des briques creuses remplies d'un mélange de glaise et de paille[1] ;
- diptères divers, notamment les syrphes : des tiges à moelle (ronce, rosier, framboisier, sureau, buddleja, renouée, fenouil, bambou, osmanthus, etc.) ;
- forficules (perce-oreille) : un pot de fleurs retourné, rempli de foin[1] ou de fibres de bois ;
- carabes : mousse, branches en décomposition et écorces[1] ou des morceaux de branches ;
- coccinelles : planchettes séparées par des ardoises[1] ;
- papillons : planche percée de fentes sur une largeur de 1 cm[1] ;
- insectes xylophages : morceau de bois en début de décomposition[1].

Chrysopes, coccinelles et carabes apprécient aussi les pommes de pin retenues par un grillage.

## Formes

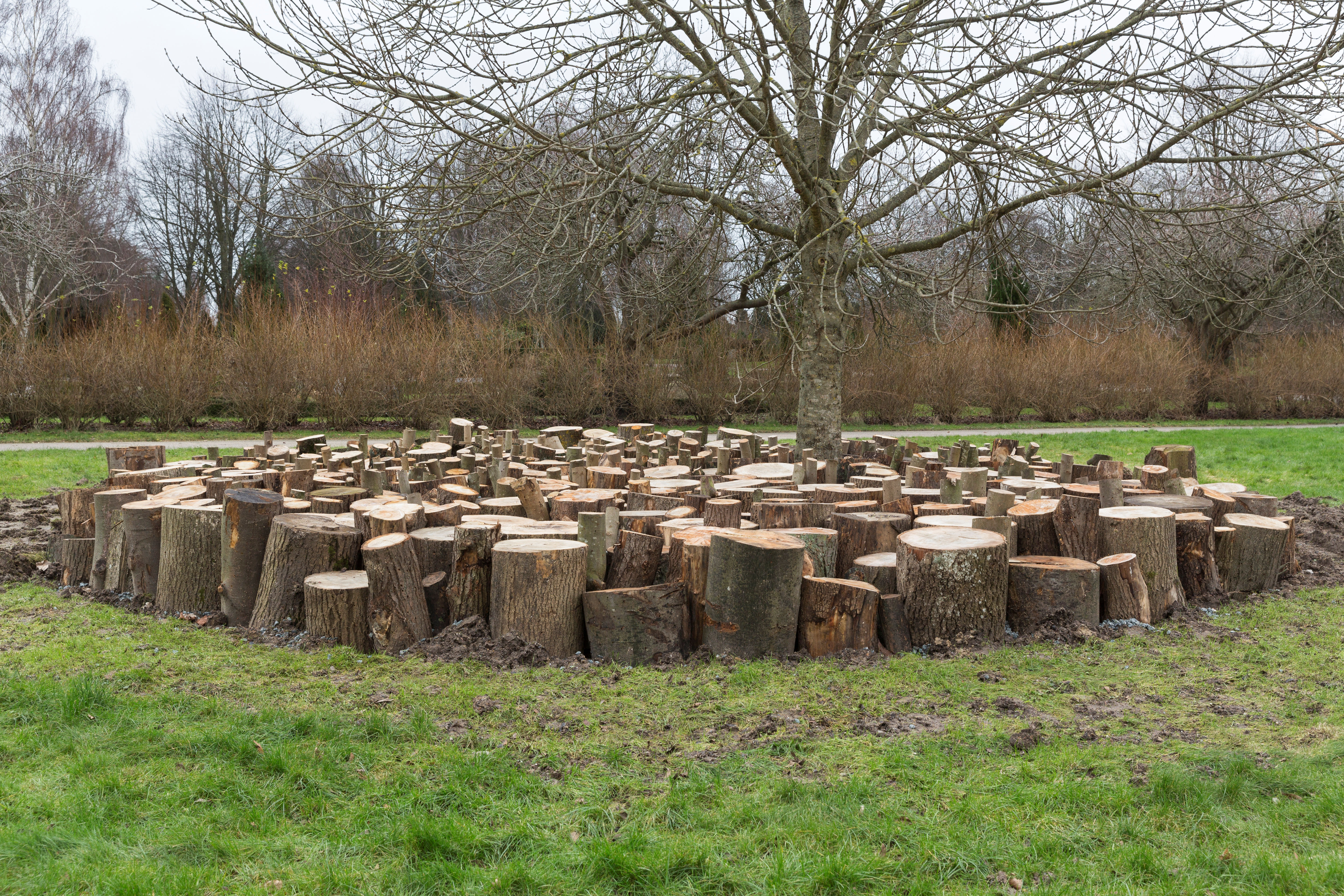
Modèle horizontal, au Danemark.
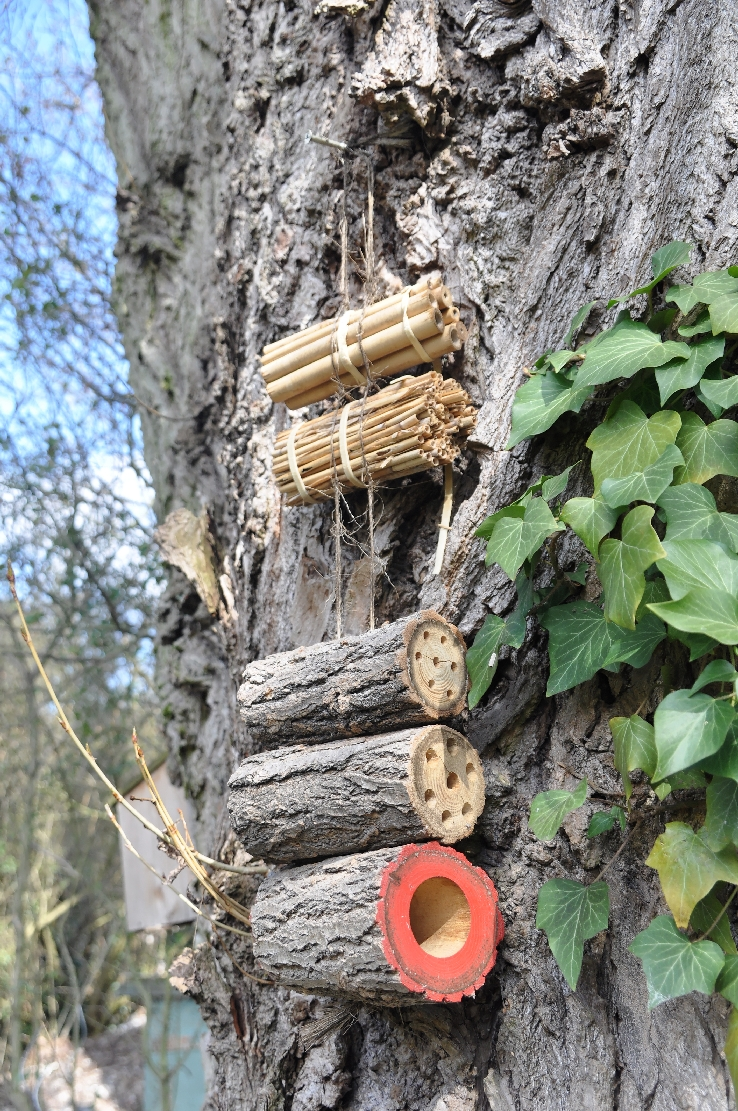
Modèle à suspendre.
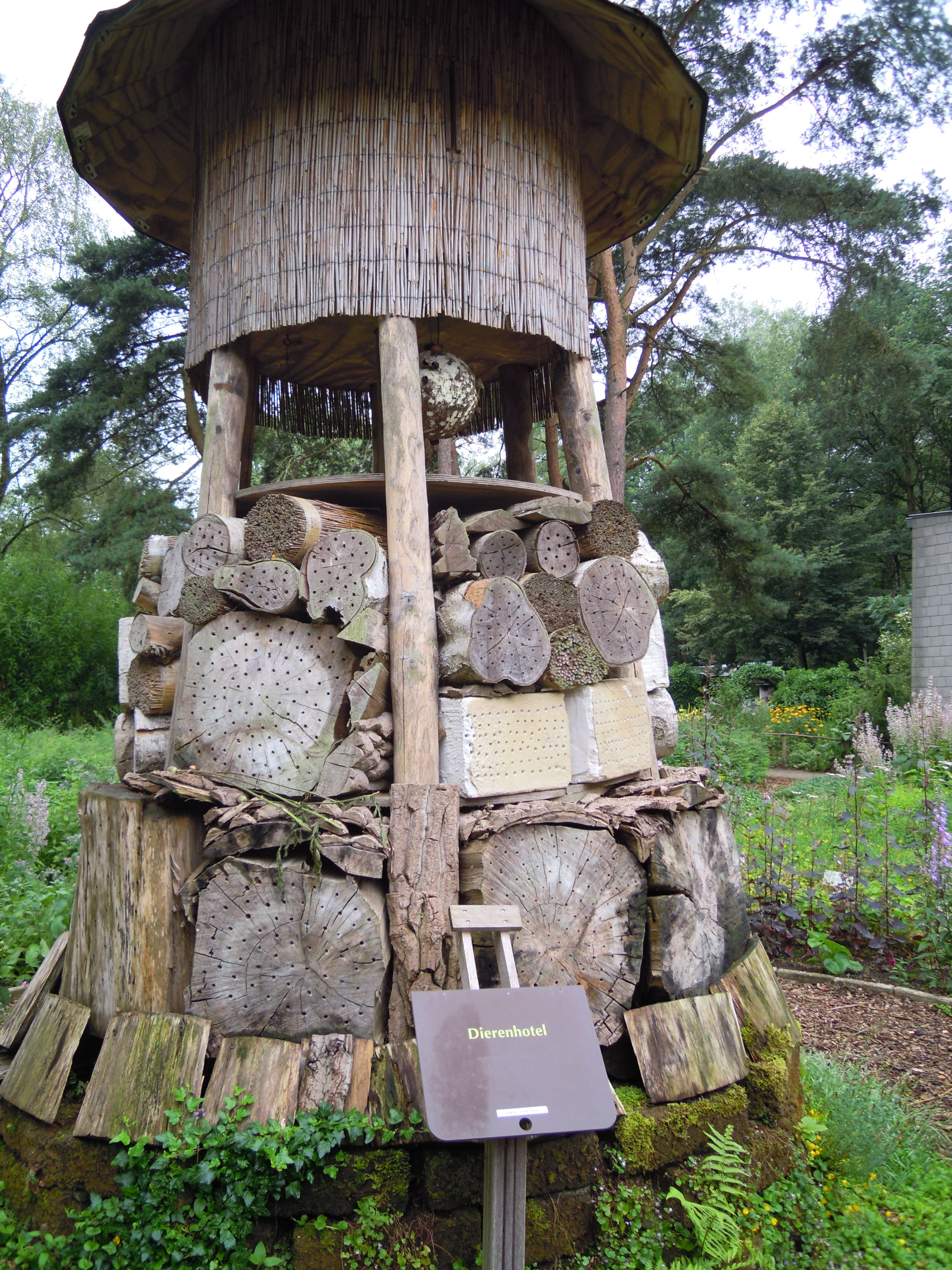
Tour à insectes, aux Pays-Bas.
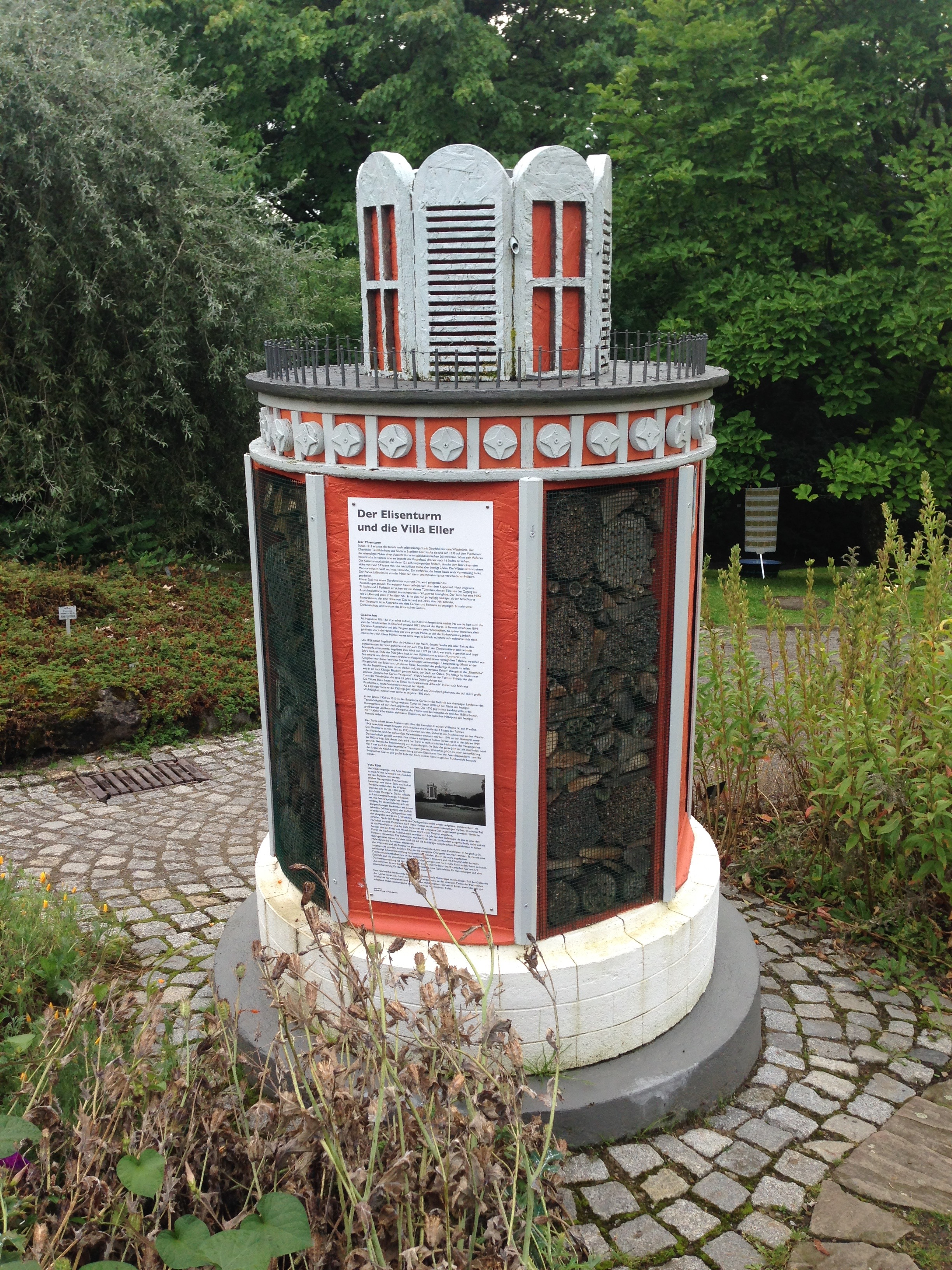
Version de luxe.
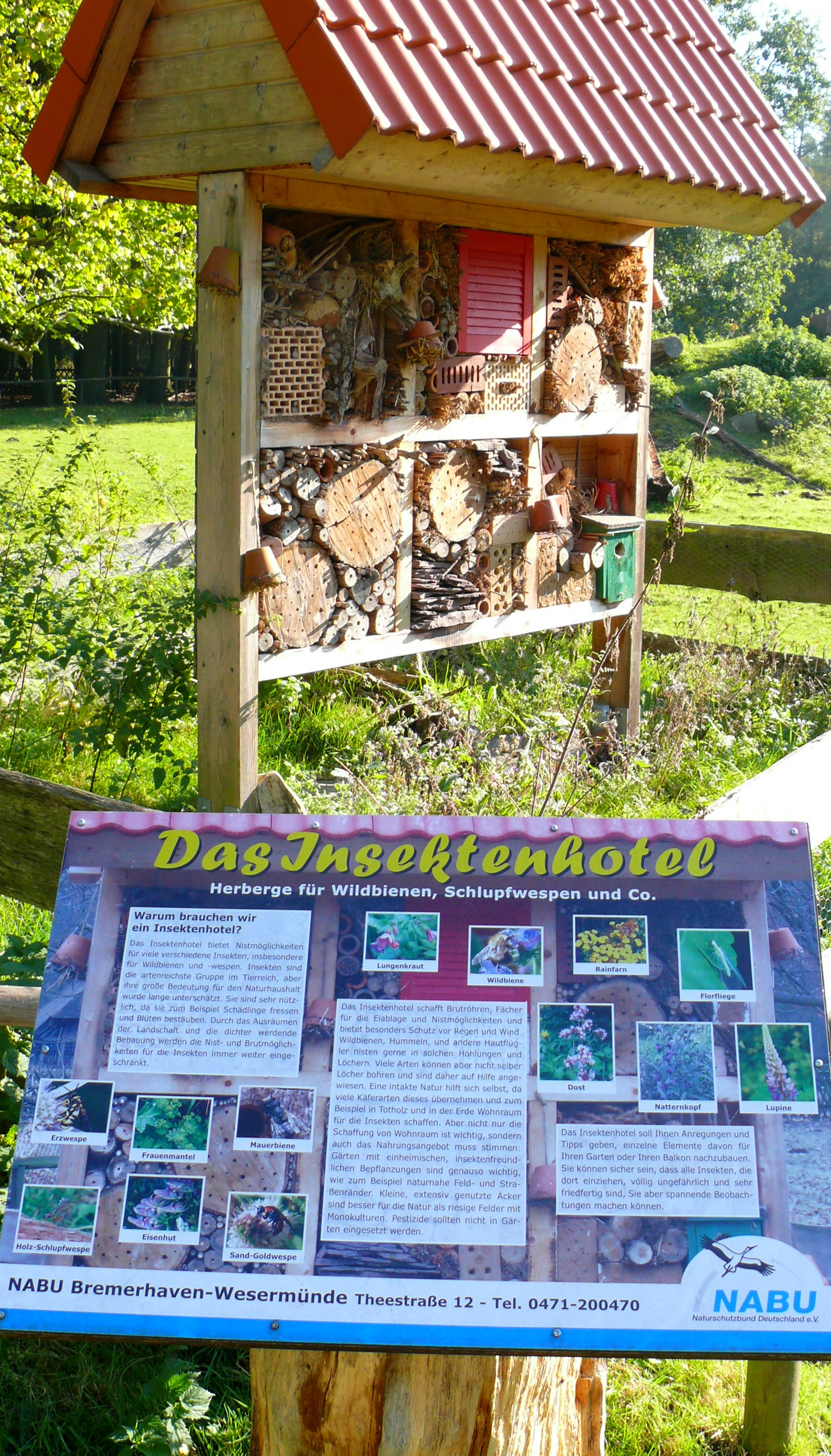
Modèle éducatif.
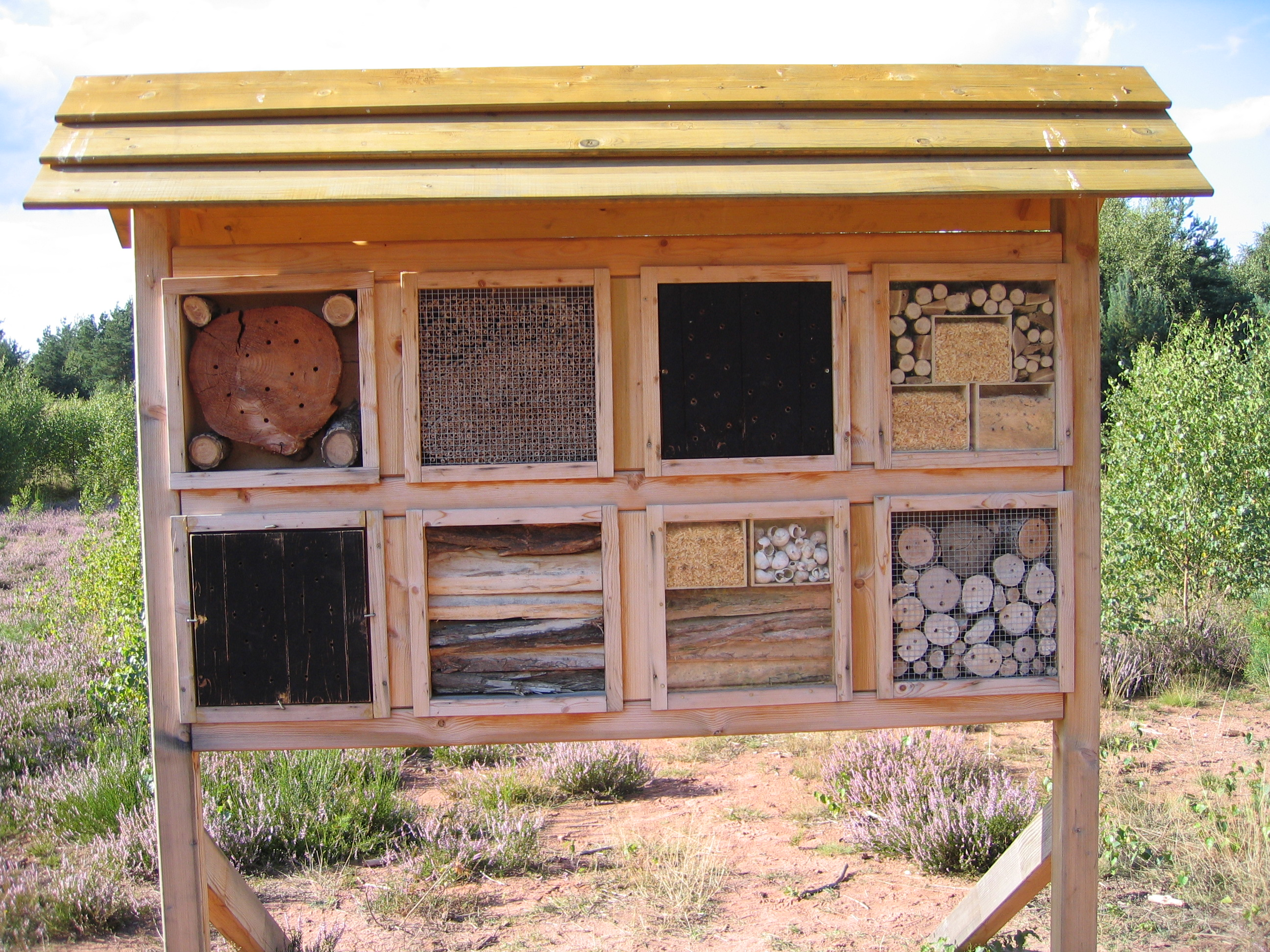
Travail d'expert.
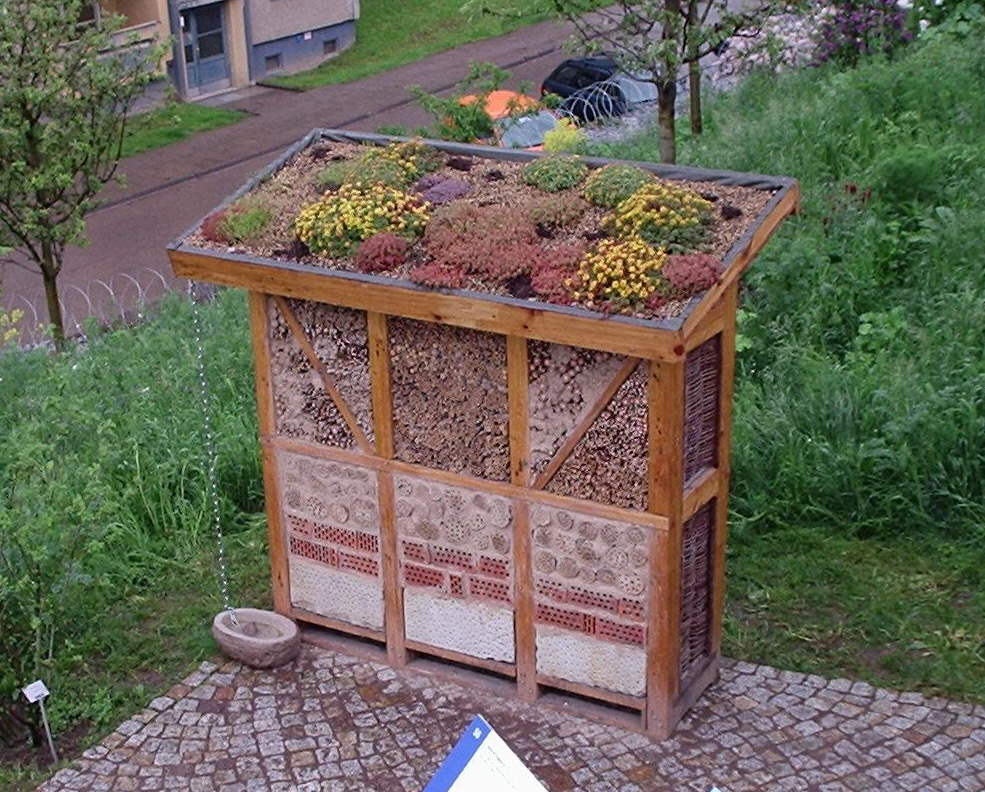
Version décorative.
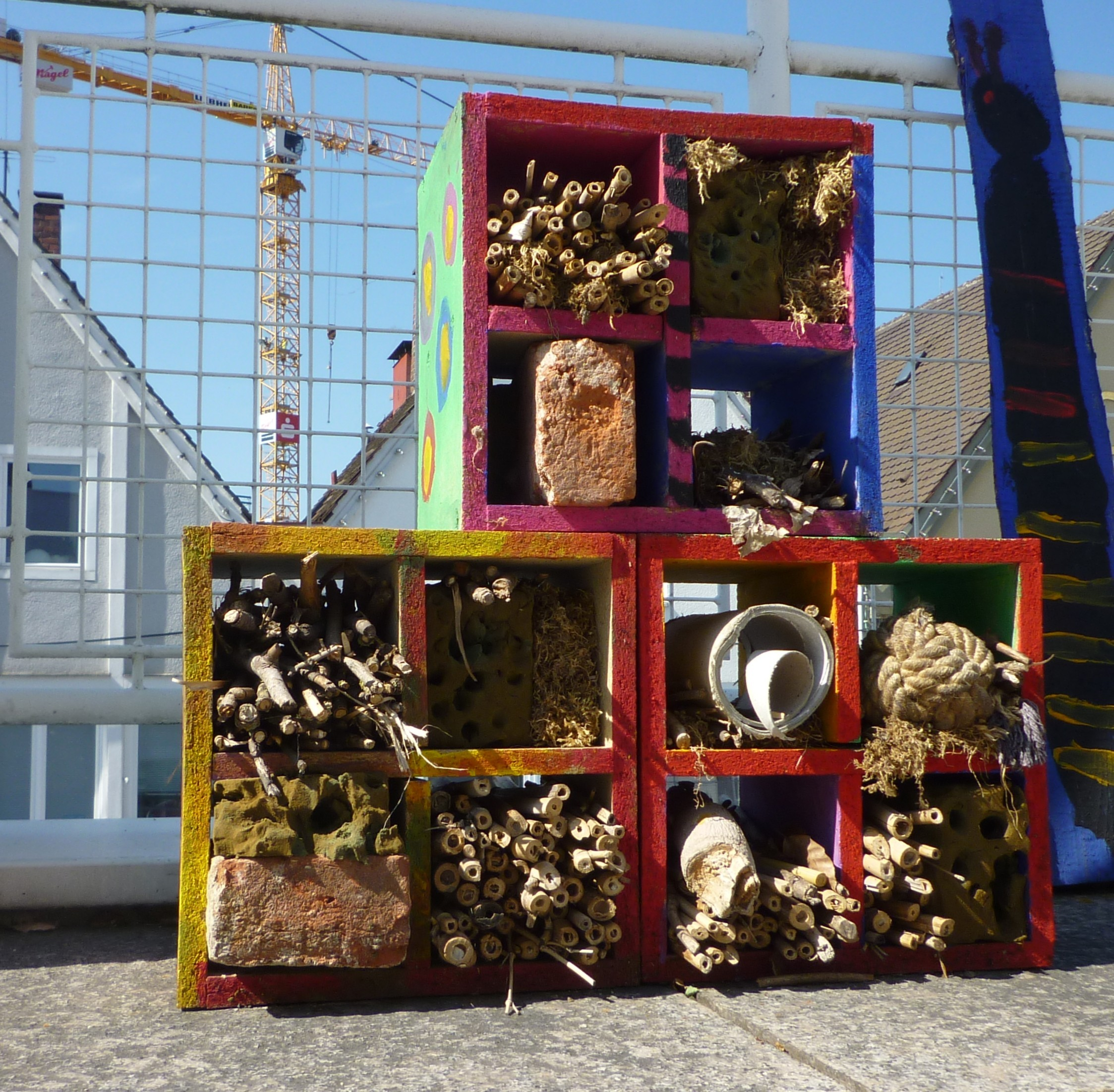
Modèle urbain.
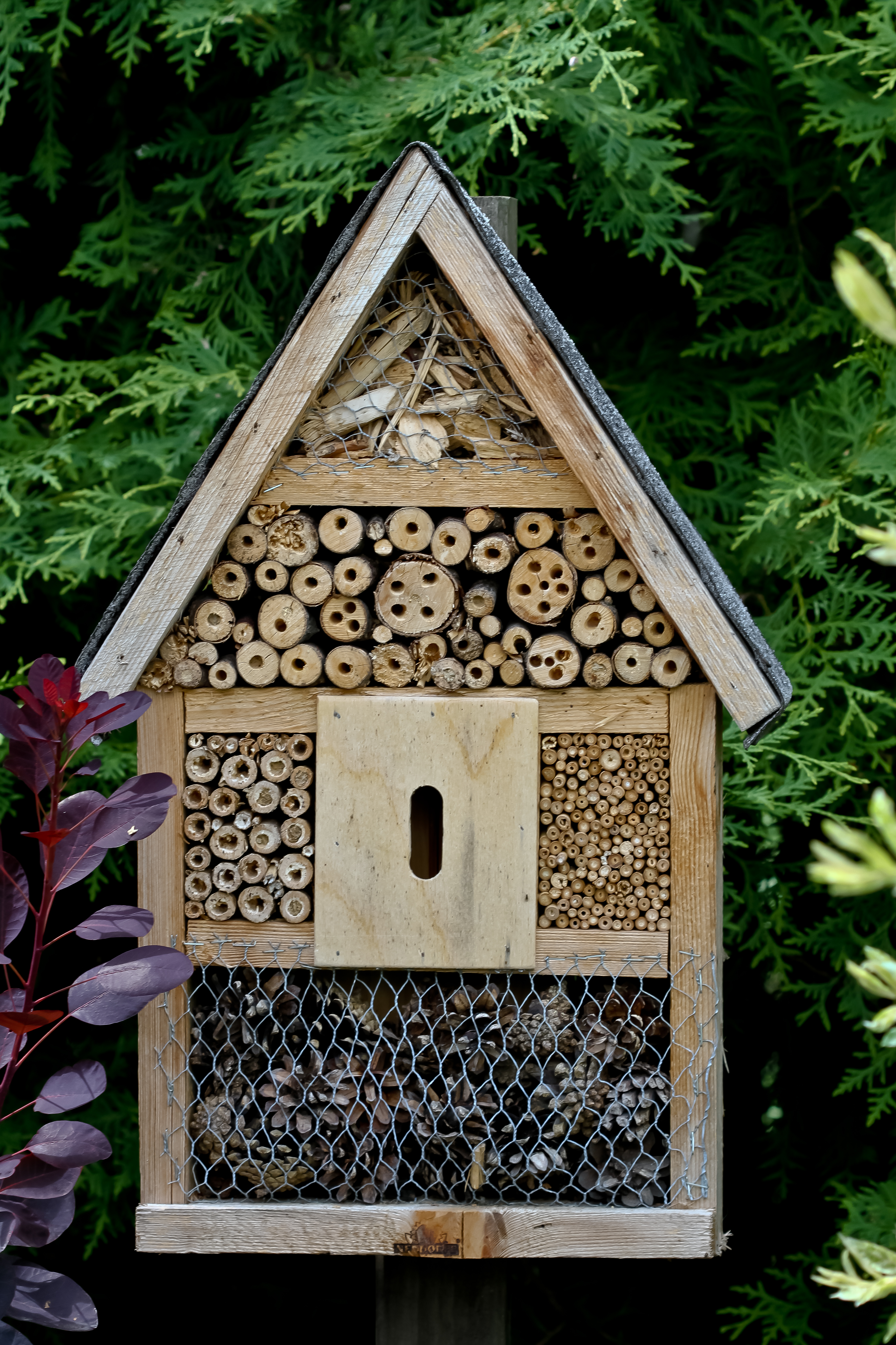
Mini hôtel d'initiation.
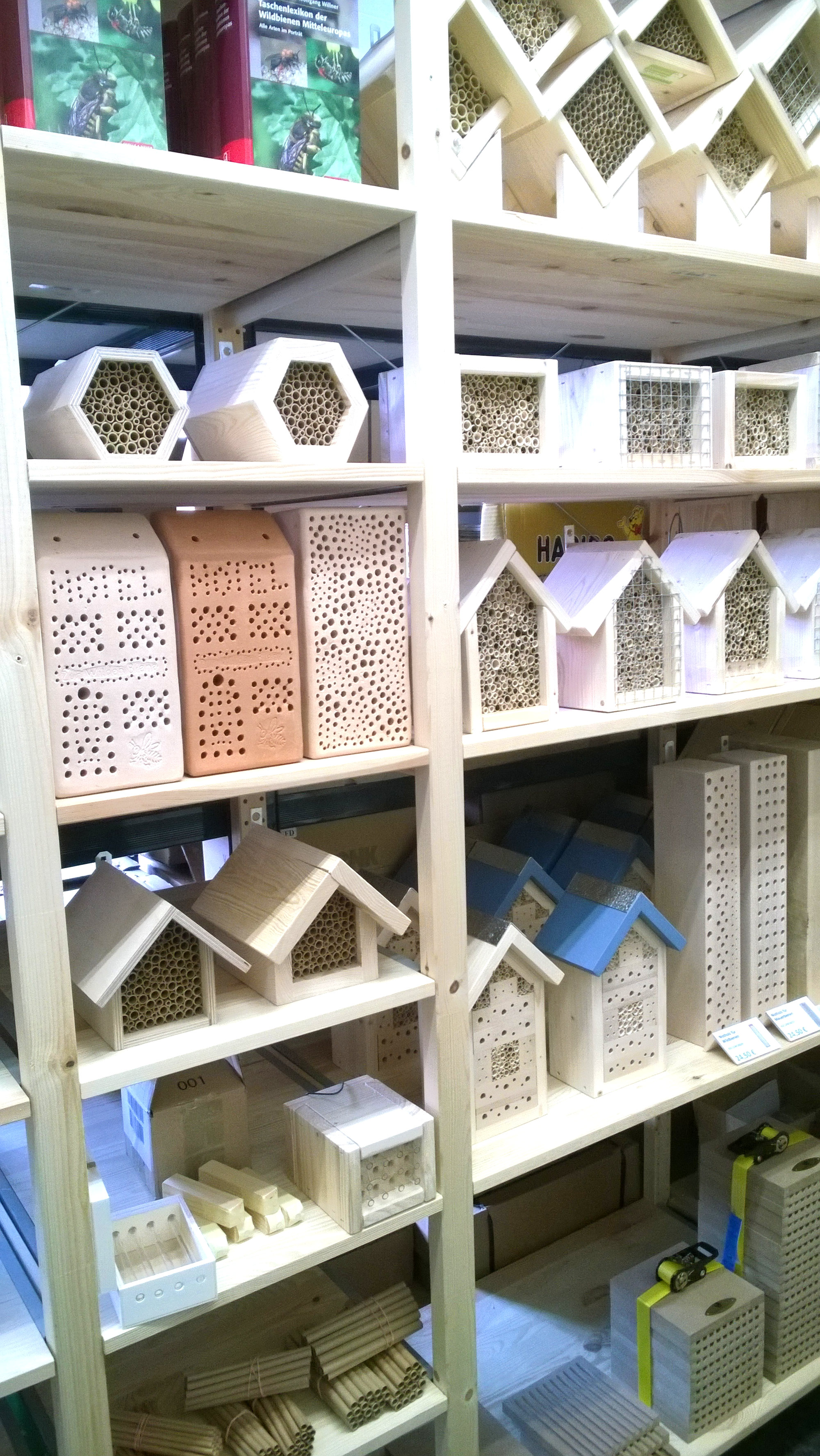
Modules industriels.
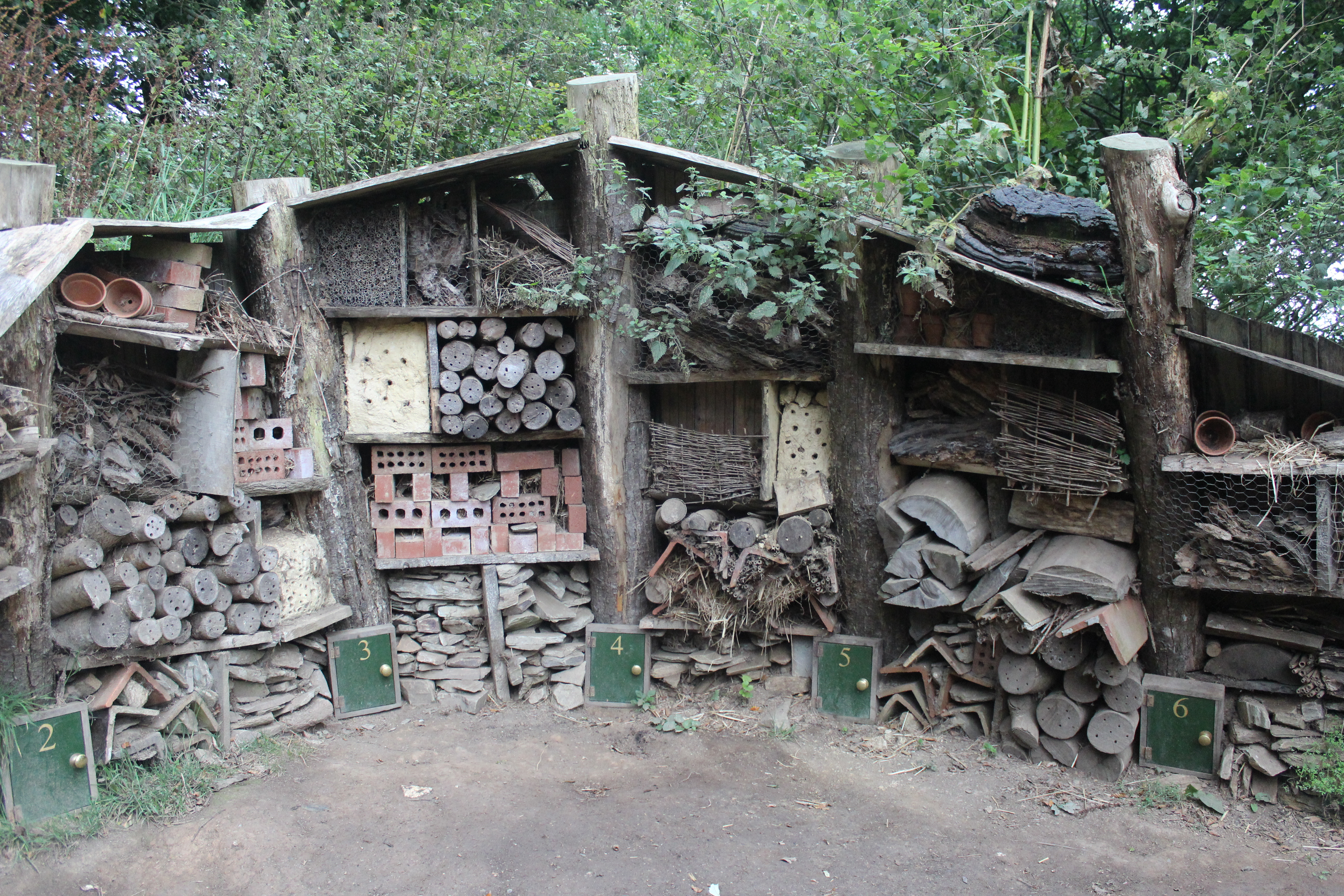
Beaucoup d'insectes logent ici (Heligan, Angleterre).
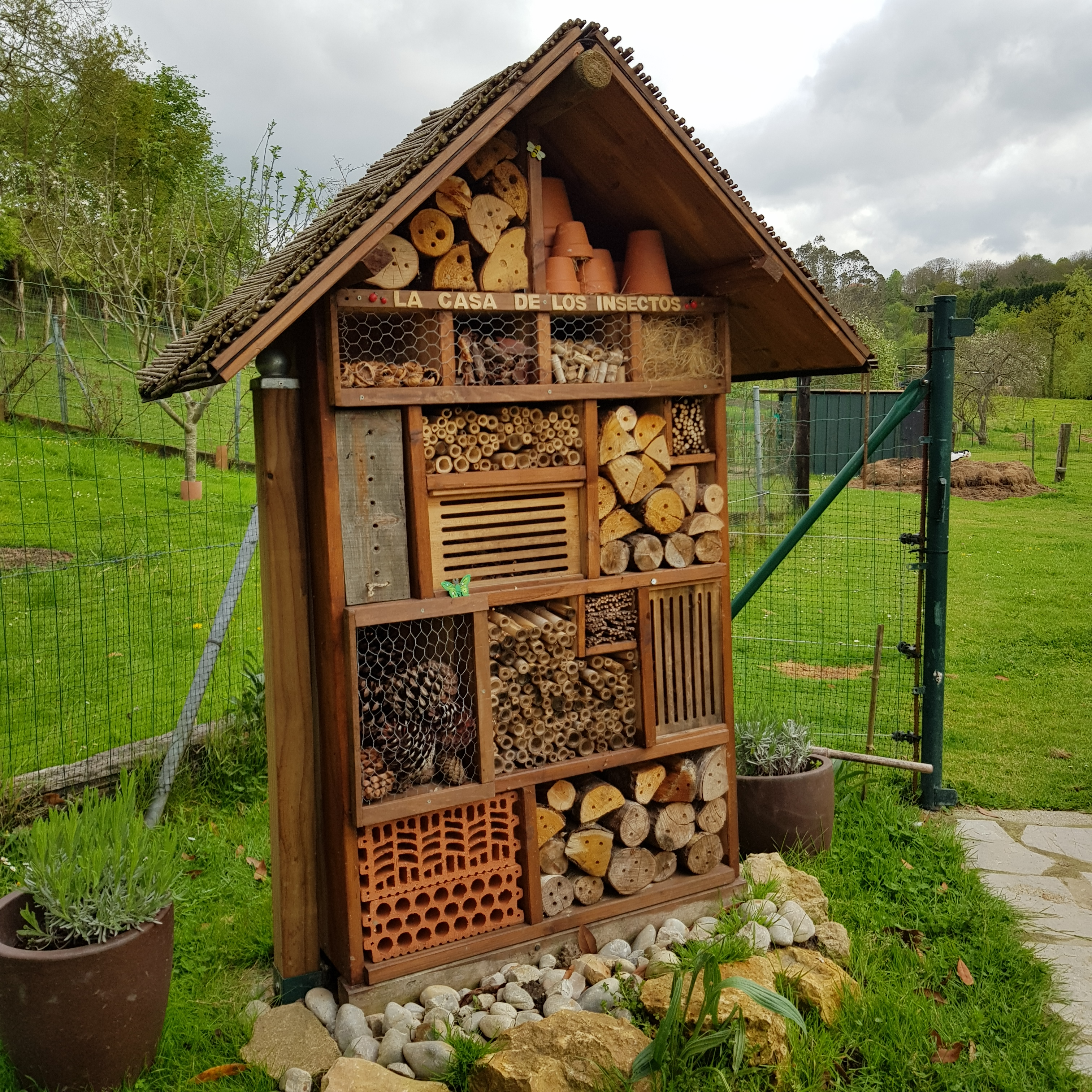
Hôtel à insectes (Siero, Espagne)

## Orientation
De préférence, l'hôtel doit être positionné dans un endroit exposé au soleil, dos au vent et orienté sud, sud est. Ceci étant lié au fait que les Insectes sont des animaux poïkilothermes qui dépendent de la chaleur de leur environnement pour réaliser leurs activités.

## Entretien
L'entretien varie en fonction des matériaux. Ainsi, la paille est à renouveler tous les deux ans, les pommes de pin tous les cinq à six ans, etc.

## Utilité

### Rôle éducatif
La construction de ces structures permet de sensibiliser le public, en particulier les jeunes, à l'importance de la biodiversité,,.
C'est aussi un moyen de confier une activité motivante à des personnes socialement stigmatisées.

### Efficacité controversée en termes de préservation

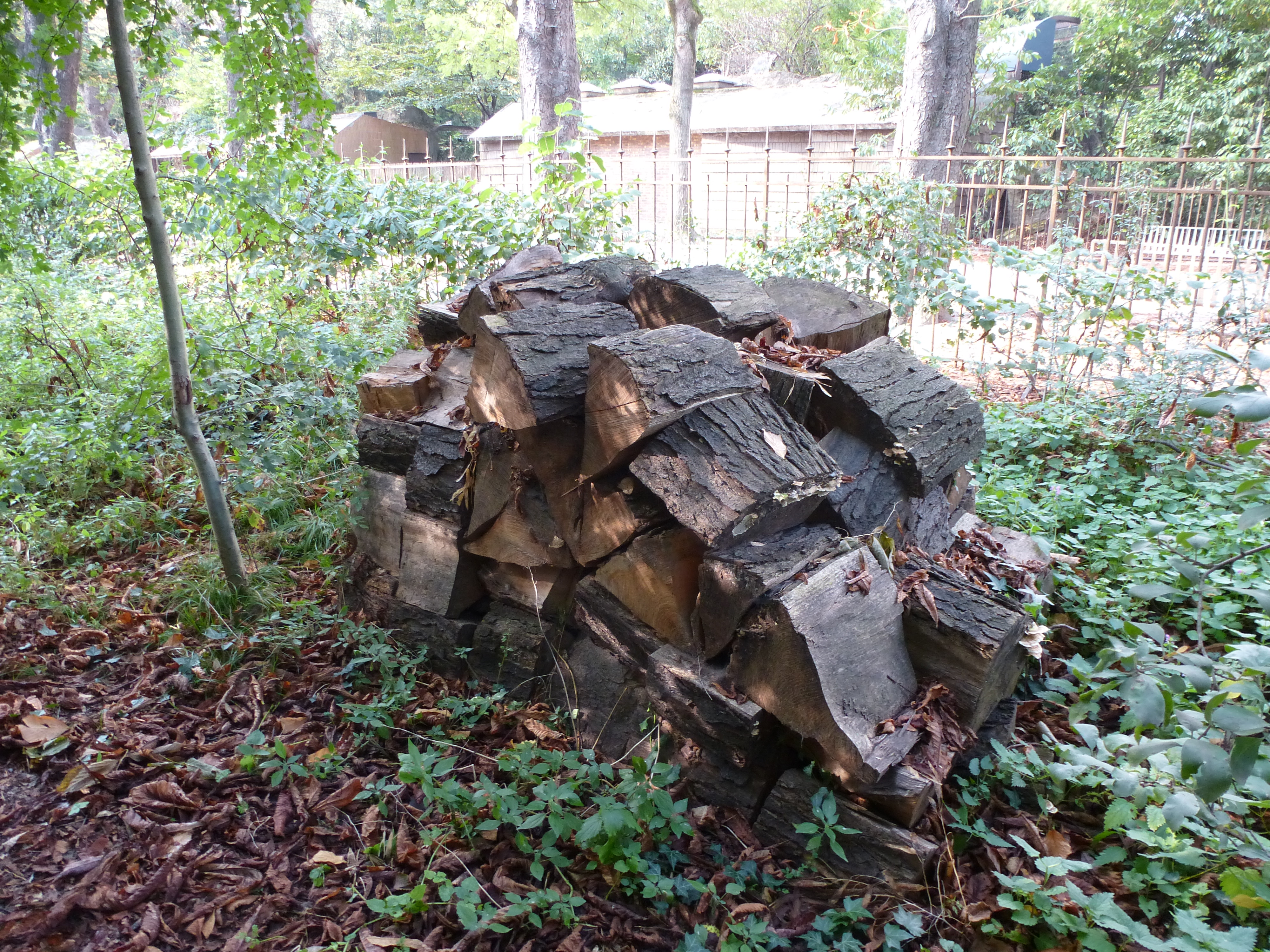
Tas de bois dans le « Jardin écologique » du Jardin des plantes de Paris.

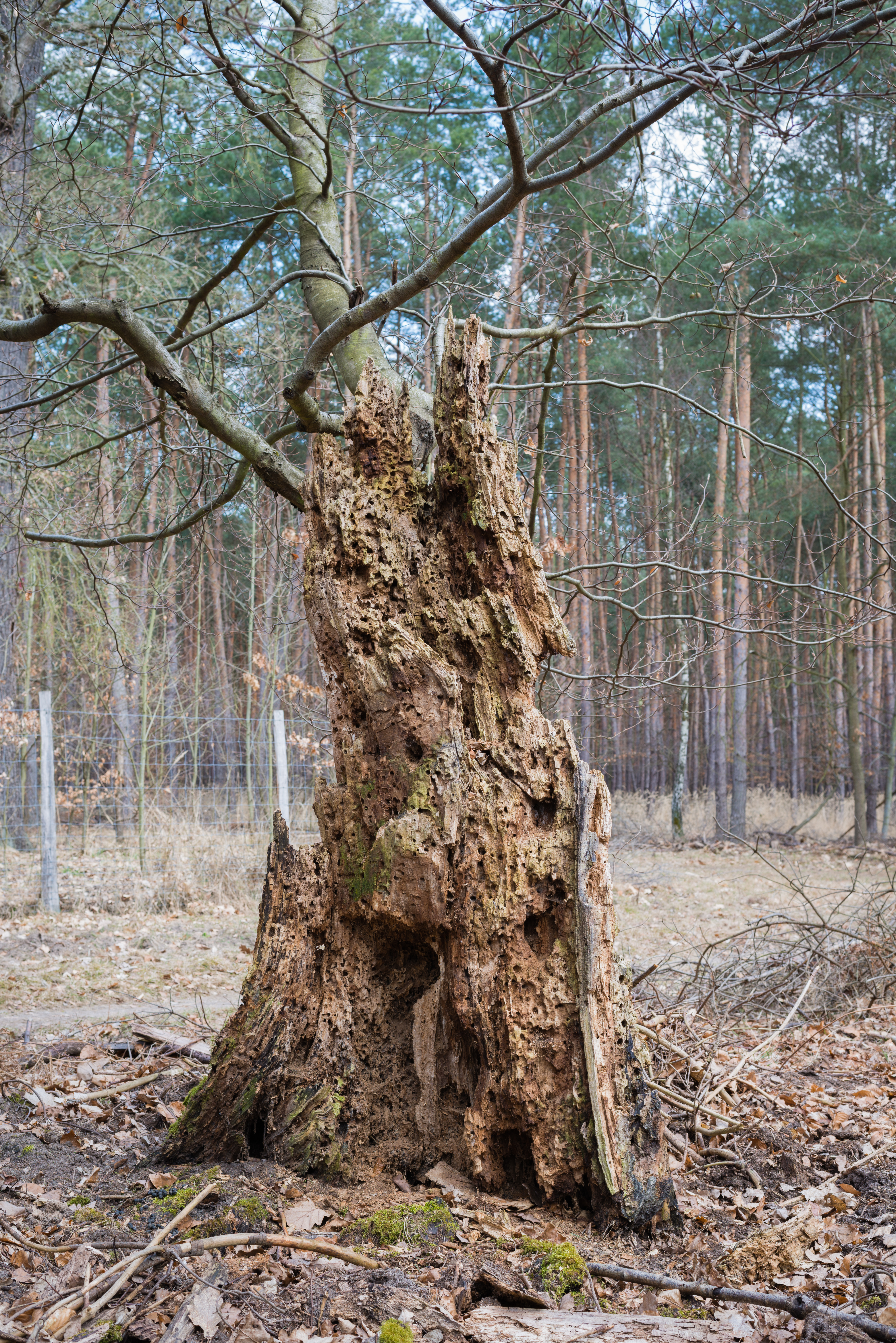
Abri naturel pour insectes.

Si les nichoirs à osmies, essentiellement destinés à la pollinisation, sont généralement rapidement utilisés, l'utilité de ce type de structures pour d'autres espèces est parfois contestée. Les grands hôtels à insectes sont très généralement reconnus par la communauté entomologique comme étant inappropriés : ils constituent des plateformes d'échange de parasites entre les insectes et servent parfois de mangeoires pour les oiseaux. Par ailleurs, ils sont régulièrement implantés dans des espaces dépourvus de nourriture pour les pollinisateurs (fleurs) ; on assure ainsi le gîte mais sans le couvert. Les grands hôtels sont donc à proscrire, au profit de nichoirs spécifiques de petite taille de type petits fagots de tiges creuses ou à moelle. À noter également que 80 % des abeilles sauvages sont terricoles (creusent un nid dans le sol) et que, par conséquent, les hôtels ne servent éventuellement qu'à quelques espèces. Le meilleur moyen d'aider les insectes est de gérer son jardin et les espaces verts publics de manière écologique, en préservant des zones de prairie fleurie (un tiers du jardin laissé à la faune, par exemple), ainsi que des massifs floraux de plantes indigènes (surtout non horticoles),.
Une étude effectuée à Marseille semble même montrer que les hôtels à insectes en ville sont utilisés de préférence par des espèces invasives qui concurrencent fortement les espèces locales d'abeilles.
Enfin, aucune étude scientifique n'a actuellement établi l'efficacité des nichoirs à insectes dans le cadre de la préservation des espèces : il se peut que leur occupation ne soit due qu'à un report par rapport à d'autres gîtes naturels.[réf. nécessaire]